# Shari Headley
Shari Headley (* 15. červenec, 1964, New York, USA) je americká herečka a bývalá modelka.

## Kariéra
Před kamerou se poprvé objevila v roce 1985, a to konkrétně v komediálním seriálu Cosby Show. I nadále se z ní stala spíše seriálová herečka, kterou jsme mohli spatřit v sériích jako 413 Hope St., Báječní a bohatí, All My Children nebo Dr. House.
V České republice se ale stala známou především díky filmu Cesta do Ameriky, kde hlavní roli obsadil Eddie Murphy, a kde si zahrála jeho nastávající manželku a dceru majitele fast-foodové restaurace, Lisu McDowell. Vidět jsme ji mohli také ve filmech Kazatelova žena s Denzelem Washingtonem a Whitney Houston či Rodinka na tripu s Cedricem the Entertainerem a Shannon Elizabeth.

## Ocenění
V roce 1998 byla za svou roli v seriálu 413 Hope St. nominována na Image Award, úspěšná však nebyla.

## Osobní život
Od roku 1993 do roku 1995 byla provdána za rappera Christophera Martina, s nímž má jednoho syna, Skylera Martina.

## Filmografie

### Filmy
- 1988 - Cesta do Ameriky
- 1996 - Kazatelova žena
- 1997 - A Woman like that
- 2004 - Rodinka na tripu
- 2007 - Důvěrnosti

### Televizní filmy
- 1989 - Kojak: Ariana
- 1990 - Kojak: Nikdo není tak slepý
- 2008 - Belly 2: Millionaire Boyz Club
- 2010 - 10 Things I Hate About You

### Seriály
- 1985 - Cosby Show
- 1986 - Miami Vice
- 1989 - Gideon Oliver
- 1990 - Quantum Leap, Matlock
- 1995 - New York Undercover
- 1996 - Walker, Texas Ranger, Cosby
- 1997 - 1998 - 413 Hope St.
- 1998 - Loď lásky, Getting Personal, Malcolm & Eddie, For Your Love
- 1999 - The Wayans Bros.
- 2001 - 2002 - U nás ve Springfieldu
- 2003 - Half & Half
- 2004 - One on one
- 2004 - 2005 - Báječní a bohatí
- 2005 - Veronica Mars, Dr. House
- 2009 - Castle na zabití
- 2010 - Deset důvodů proč tě nenávidím